# Julian Sosabowski
Julian Andrzej Sosabowski (ur. 30 listopada 1896 w Stanisławowie, zm. 18 października 1959 w Edynburgu) – podpułkownik piechoty Wojska Polskiego, działacz niepodległościowy, kawaler Orderu Virtuti Militari.

## Życiorys
Urodził się 30 listopada 1896 w rodzinie Władysława Franciszka (1863–1904) i Franciszki z Grabowskich (1863–1947). Był bratem Stanisława (1892–1967), generała brygady Wojska Polskiego i Janiny (1899–1987).
Był członkiem Polskich Drużyn Strzeleckich. Należał do 24 Polskiej Drużyny Strzeleckiej w Stanisławowie, której dowódcą był jego brat Stanisław. W czasie I wojny światowej walczył w Legionach Polskich.
Z dniem 1 listopada 1918 został przyjęty do Wojska Polskiego, z warunkowym zatwierdzeniem posiadanego stopnia podporucznika, nadanego przez generała majora Edwarda Śmigłego-Rydza i przydzielony do 23 pułku piechoty. 1 czerwca 1921 pełnił służbę w Centrum Wyszkolenia Wołkowysk, pozostając w ewidencji 9 pułku piechoty Legionów.
3 maja 1922 roku został zweryfikowany w stopniu kapitana ze starszeństwem z dniem 1 czerwca 1919 i 1000. lokatą w korpusie oficerów piechoty, natomiast starszy brat został wówczas zweryfikowany w stopniu majora z tym samym starszeństwem i 21. lokatą w korpusie oficerów intendentów. W lipcu 1922 został zatwierdzony na stanowisku pełniącego obowiązki dowódcy II batalionu 9 pułku piechoty Legionów w Zamościu. 3 listopada 1926 roku został przeniesiony z 53 pułku piechoty do 31 pułku piechoty w Łodzi na stanowisko oficera Przysposobienia Wojskowego. 12 kwietnia 1927 awansował na majora ze starszeństwem z dniem 1 stycznia 1927 i 92. lokatą w korpusie oficerów piechoty. W listopadzie 1928 został przesunięty na stanowisko dowódcy batalionu, a w grudniu 1929 na stanowisko kwatermistrza. W marcu 1931 został przeniesiony do Dowództwa Okręgu Korpusu Nr I w Warszawie na stanowisko inspektora Przysposobienia Wojskowego Warszawa Miasto. W styczniu 1934 przeniesiony został do 11 pułku piechoty w Tarnowskich Górach na stanowisko dowódcy II batalionu, detaszowanego w Szczakowej. Na tym stanowisku w 1938 został mianowany podpułkownikiem. Do mobilizacji w 1939 był zastępcą dowódcy 35 pułku piechoty w Brześciu nad Bugiem.
Według planu mobilizacyjnego był wyznaczony na dowódcę Oddziału Zbierania Nadwyżek 55 pułku piechoty. Nie do końca zorganizowany pułk (brak broni maszynowej i przeciwpancernej) został przetransportowany do rejonu Kutna, a następnie do rejonu Łowicza. 8 września oddział stoczył pierwszą walkę z Niemcami, a następnie w ciągłym kontakcie z nieprzyjacielem wycofywał się za Wisłę. Zgodnie z otrzymanymi rozkazami ppłk Sosabowski skierował swój oddział do Mińska Mazowieckiego. Po reorganizacji i uzupełnieniu oddziału rozbitkami z innych formacji wziął udział w boju o Kałuszyn. Miasto zostało odbite z rąk niemieckich. Zgodnie z otrzymanymi wytycznymi, wycofał się do Brześcia. 14 września objął dowództwo piechoty Zgrupowania „Brześć”. Po trzech dniach obrony twierdzy, załoga na rozkaz generała Konstantego Plisowskiego opuściła Brześć. Z pozostałości obrońców Sosabowski utworzył kombinowany pułk „Brześć”. W trakcie marszu w kierunku Włodawa-Chełm, do pułku dołączyły kolejne oddziały. Powstał wzmocniony kombinowany pułk „Brześć”. Po dołączeniu do pułku płk. Władysława Filipkowskiego, Sosabowski przekazał mu dowództwo, sam zostając zastępcą dowódcy i szefem sztabu. 23 września pułk Brześć wszedł w skład Grupy płk. Zieleniewskiego. Podpułkownik Sosabowski wraz z dowódcą Grupy płk. Zieleniewskim ustalał warunki kapitulacji z wojskami sowieckimi we Frampolu. 2 października wraz z całym sztabem Grupy został przewieziony do Lwowa. Korzystając z okazji, Sosabowski uciekł z niewoli sowieckiej we Lwowie. Wraz z pułkownikiem Zieleniewskim (który także uniknął niewoli sowieckiej) i innymi oficerami 12 października wyruszył w stronę granicy węgierskiej. 20 października dotarł na Węgry. Przez kilka miesięcy pracował w Biurze Ewakuacyjnym Konsulatu Polskiego w Budapeszcie jako kierownik biura ewidencji przybyłych z kraju. W połowie maja 1940 wyrusza do Francji, dokąd dotarł 17 maja. Służył w Polskich Siłach Zbrojnych na Zachodzie.

## Ordery i odznaczenia
- Krzyż Srebrny Orderu Wojskowego Virtuti Militari nr 95 – 17 maja 1921[17][1]
- Krzyż Niepodległości – 12 maja 1931 „za pracę w dziele odzyskania Niepodległości”[18]
- Krzyż Walecznych czterokrotnie[19]
- Złoty Krzyż Zasługi – 10 listopada 1928[20]
- Medal Zwycięstwa
- łotewski Medal Pamiątkowy 1918-1928 – 6 sierpnia 1929[21]